# Christian Heinrich Gayling von Altheim
Freiherr Christian Heinrich Gayling von Altheim (* 11. Oktober 1743 in Buswiller; † 13. Januar 1812 in Karlsruhe) war ein badischer Minister und Präsident des badischen Staatsministeriums.

## Familie
Gayling stammte aus dem alten rheinländischen Adelsgeschlecht der Gayling von Altheim. Er heiratete am 29. Juli 1773 Auguste Wilhemine von Berstett (1750–1831), mit der er neun Kinder hatte:
- Ludwig Christian (* 4. Dezember 1775; † 2. November 1832), badischer Geheimer Rat und Oberhofmarschall[1] ⚭ 22. Oktober 1807 Juliane von Saint-André (* 21. Mai 1789; † 1856)
- Karl Friedrich (* 2. Februar 1777; † 17. April 1807), Oberstleutnant in Wiburgschen Regiment, Kaiserlich Russischer Oberstleutnant
- Friederike Amalie (* 8. August 1779; † 10. August 1801), ⚭ Friedrich von Neubronn (* 26. September 1768; † 21. Dezember 1830), Badischer Kämmerer und Oberforstmeister
- Karoline Amalie (* 6. August 1782; † 17. Oktober 1868), ⚭ 1800 Friedrich Wilhelm von Woellwarth, badischer Geheimer Rat und Obersthofmeister (* 10. Juni 1754; † 8. Juli 1820)
- Luise Sophia (* 9. Oktober 1780; † 10. November 1806), ⚭ Ludwig von Prettlach, k.k. Kämmerer und hessischer Geheimer Rat und Obersthofmeister († 1844)
- Ludwig Georg (* 24. Juli 1785; † 23. Juli 1829), badischer Kammerherr, Forstmeister in St. Blasien
- Friedrich Wilhelm (* 1. September 1786; † 13. Oktober 1861), badischer Generalmajor, Gouverneur der Bundesfestung Rastatt, ⚭ 25. August 1831 Luise Bressle
- Friedrich August (* 21. Februar 1777; † 17. April 1807), Kaiserlich Russischer Oberstleutnant
- Karl Ludwig Reinhard (* 16. April 1778; † 11. September 1822), Kämmerer und Hofmarschall, ⚭ Mai 1813 Caroline Sophie von Oberkirch (* 8. Oktober 1790; † 30. August 1830)

## Leben
Bereits 1772 reiste er als Gesandter Badens nach St. Petersburg, um die Interessen seines Landes bei der russischen Kaiserin Katharina der Großen zu vertreten. Danach war er Vizepräsident des Hof- und Kirchenrates und Gesandter beim schwäbischen Reichskreis.
Vom 30. April 1803 bis zum 19. Juli 1805 war er Finanzminister, ließ sich aber aufgrund schwieriger finanzieller Verhältnisse wegen napoleonischer Forderungen aus dem Dienst entlassen. Vom 5. Juli 1808 bis zum 31. Dezember 1809 war er Justizminister, danach bis zum 13. Januar 1812 Präsident des badischen Staatsministeriums. Parallel dazu war er vom 11. Dezember 1810 bis zu seinem Tod nochmals Finanzminister.
Am 13. Januar 1812 starb er in Karlsruhe an einem Nervenleiden.